# Ват Пхо
Ват Пхо (тайск. วัดโพธิ์), Храм Лежащего Будды — буддийский храм в центре Бангкока, Таиланд. Расположен на острове Раттанакосин рядом с Большим Дворцом. Известен тем, что здесь зародилось искусство тайского массажа.
Полное название храма — Wat Phra Chetuphon Vimolmangklararm Rajwaramahaviharn (тайск. วัดพระเชตุพนวิมลมังคลาราม ราชวรมหาวิหาร) или Храм Будды, ожидающего достижения нирваны.
Ват Пхо — старейший храм в Бангкоке, построенный в XII веке. Здесь в 1782 году генерал Чакри провозгласил себя королём Рамой I и основал новую династию правителей Таиланда. Он отдал приказ расширить находившийся на этом месте древний монастырь и возвести ступу высотой 41 м, покрытую мозаикой зелёного цвета с изображением Будды аютийской школы. Позднее Рама III в честь своего отца построил ступу белого цвета, а уже в честь него возвели жёлтую ступу. Ступу голубого цвета соорудили по приказу короля Рамы IV в честь королевы Аютии Си Суриятхай. Четыре ступы символизируют первые четыре правления династии Чакри. Рядом со ступами находится павильон народной медицины.
Наибольшую известность храму принесло изваяние Будды в ожидании достижения нирваны. Его длина достигает 46 м, а высота — 15 м. Ступни статуи покрыты 108-ю перламутровыми орнаментами, передающими индивидуальные черты самого Будды. Стены самого храма покрыты картинами, повествующими о жизни семи выдающихся учеников Будды. Балюстрада отделана мраморными барельефами, воспроизводящими сцены из «Рамаяны». Всего на территории монастыря находится 4 зала собраний и 95 ступ, а также галерея с 400-ми статуями Будды.
На территории монастыря имеются каменные статуи с изображением бородатых существ в шляпах, привезенные сюда из Китая в XIX веке. Они исполняют роль хранителей храма. Рядом с Ват Пхо расположена декорированная китайской мозаикой библиотека, в которой находятся древние рукописи.

## Галерея
- Голова Лежащего Будды
- Ступа во внутреннем дворе храма
- Маленькие ступы — «Чеди»
- Одна из нескольких статуй, охраняющих ворота храма
- Перламутровые ступни Спящего Будды
- Отдыхающий Будда
- Интерьер убосота Ват Пхо
- Пхра Маха Чеди Си Ратчакан